# Poljine
Poljine är en ort i Bosnien och Hercegovina.   Den ligger i entiteten Federationen Bosnien och Hercegovina, i den centrala delen av landet, 7 km norr om huvudstaden Sarajevo. Poljine ligger 777 meter över havet och antalet invånare är 319.
Terrängen runt Poljine är lite bergig. Runt Poljine är det ganska tätbefolkat, med 93 invånare per kvadratkilometer.. Närmaste större samhälle är Sarajevo, 6,5 km söder om Poljine. 
Runt Poljine är det i huvudsak tätbebyggt.